# Тарасюк, Александр Петрович
Александр Петрович Тарасюк (1909, Малин, Житомирская область — 25 декабря 1946, Малин, Житомирская область) — командир расчета 1-й минометной роты 170-го гвардейского Демблинско-Берлинского Краснознаменного ордена Суворова стрелкового полка (57-я гвардейская стрелковая Новобугская орденов Суворова и Богдана Хмельницкого дивизия, 4-й гвардейский стрелковый корпус, 8-я гвардейская армия, 1-й Белорусский фронт), гвардии старший сержант, участник Великой Отечественной войны, кавалер ордена Славы трёх степеней.

## Биография
Родился в 1909 году в городе Малин ныне Житомирской области (Украина) в семье рабочего. Украинец. Жил и работал в Верхнебуреинском районе Амурской области (ныне Хабаровский край).
С ноября 1941 года — в Красной Армии.
С апреля 1942 года — в действующей армии. Воевал на Сталинградском, Донском, Юго-Западном (с 20 октября 1943 года — 3-й Украинский) и 1-м Белорусском фронтах в должностях наводчика и командира минометного расчета. Принимал участие в Сталинградской битве, Изюм-Барвенковской, Донбасской, Никопольско-Криворожской, Березнеговато-Снигиревской, Одесской, Люблин-Брестской, Варшавско-Познанской и Берлинской наступательных операциях.
В боях по освобождению Левобережной Украины расчёт 82-миллиметрового миномета, в котором наводчиком был гвардии старший сержант А. П. Тарасюк, поддерживал наступление 1-го стрелкового батальона, уничтожая огневые точки и пехоту противника на пути продвижения стрелков. В сентябре 1943 года им было уничтожено до 15 вражеских солдат и автомашина с боеприпасами.
Приказом командира полка награждён медалью «За отвагу».
10 мая 1944 года передовые отряды 57-й гвардейской стрелковой дивизии форсировали реку Днестр и захватили плацдарм в районе села Шерпены (ныне Шерпень Новоаненского района, Молдова). Командир расчета 82-мм миномета 170-го гвардейского стрелкового полка гвардии старший сержант Тарасюк А. П. с расчетом 12.5.1944 в 9 км южнее посёлка городского типа Григориополь (Молдавия) при отражении контратак противника метким огнем подавил 2 пулеметные точки, рассеял и частично истребил много вражеской пехоты.
Приказом командира 57-й гвардейской стрелковой дивизии от 13 мая 1944 года гвардии старший сержант Тарасюк Александр Петрович награждён орденом Славы 3-й степени.
В июне 1944 года дивизия была передислоцирована в полосу 1-го Белорусского фронта. Перейдя 18 июля 1944 года в наступление на люблинском направлении, части дивизии прорвали оборону противника, форсировали реку Западный Буг, к концу июля вышли к реке Висла и 1 августа форсировали её в районе населенного пункта Магнушев (ныне Козеницкий повят Мазовецкого воеводства, Польша). Тарасюк А. П. 10-11.8.1944 года на левом берегу реки Висла, 14 км юго- восточнее города Варка (Польша), уничтожил со своими минометчиками свыше отделения живой силы, подавил несколько огневых точек.
Приказом командующего 8-й гвардейской армией от 19 сентября 1944 года гвардии старший сержант Тарасюк Александр Петрович награждён орденом Славы 2-й степени.
В ходе Берлинской наступательной операции минометчики продвигались в боевых порядках стрелкового батальона, поддерживая огнем продвижение подразделения. В уличных боях в Берлине 24 апреля 1945 года расчет А. П. Тарасюка подавил огонь минометной батареи, уничтожил 4 пулемета и более 15 солдат противника.
Указом Президиума Верховного Совета СССР от 15 мая 1946 года за образцовое выполнение боевых заданий командования в боях с немецко-фашистскими захватчиками на завершающем этапе Великой Отечественной войны гвардии старший сержант Тарасюк Александр Петрович награждён орденом Славы 1-й степени.
В 1946 году демобилизован. Вернулся на родину — город Малин Житомирской области (Украина).
Умер в апреле 1947 году.
На торжественном собрании, посвященном 78-й годовщине образования военных комиссариатов, облвоенком генерал-майор В. И. Бородавкин вручил дочери славного фронтовика Ольге Александровне Мананской награду отца и орденскую книжку.

## Награды
- Полный кавалер ордена Славы:
  - орден Славы I степени (15.05.1946)[6];
  - орден Славы II степени (19.09.1944)[7];
  - орден Славы III степени (13.05.1944)[8];
- медали, в том числе:
  - «За отвагу» (30.10.1943)[9]
  - «За оборону Сталинграда» (1 мая 1944)
  - «За освобождение Варшавы» (9.6.1945)
  - «За взятие Берлина» (9.5.1945)
  - «За победу над Германией в Великой Отечественной войне 1941—1945 гг.» (9 мая 1945[10])

## Память
- На могиле установлен надгробный памятник.
- Его имя увековечено в Главном Храме Вооружённых сил России, и навсегда запечатлено на мемориале «Дорога памяти».